# Ernst Wahlberg
Ernst Leonard Wahlberg, född 15 oktober 1904, död 1 maj 1977, var en svensk fotbollsspelare som under större delen av sin karriär representerade AIK. Han gjorde också en A-landskamp för Sverige.